# Siemion Borisow
Siemion Zacharowicz Borisow (ros. Семён Заха́рович Бори́сов, ur. 11 sierpnia?/24 sierpnia 1911 w naslegu typłymskim w obwodzie jakuckim, zm. 7 października 1999) – radziecki i jakucki polityk, dwukrotny przewodniczący Rady Ministrów Jakuckiej ASRR (1946-1948 i 1950-1951).

## Życiorys
W 1930 ukończył szkołę drugiego stopnia w Jakucku, po czym został kierownikiem szkoły, potem instruktorem i kierownikiem wydziału edukacji ludowej rejonowego komitetu wykonawczego. Od 1932 w WKP(b), 1932-1934 instruktor Centralnego Komitetu Wykonawczego (CIK) Jakuckiej ASRR, 1934-1938 przewodniczący komitetu wykonawczego rady rejonowej, 1939 instruktor i konsultant Rady Komisarzy Ludowych Jakuckiej ASRR, 1939-1941 szef Wydziału Przesiedleńczego Rady Komisarzy Ludowych Jakuckiej ASRR, 1941-1944 zastępca przewodniczącego Rady Komisarzy Ludowych Jakuckiej ASRR. 1944-1946 ludowy komisarz rolnictwa Jakuckiej ASRR, 1946 minister hodowli Jakuckiej ASRR, od grudnia 1946 do grudnia 1948 przewodniczący Rady Ministrów Jakuckiej ASRR. Od grudnia 1948 do stycznia 1950 słuchacz kursów przekwalifikujących przy KC WKP(b), od stycznia 1950 do kwietnia 1951 ponownie przewodniczący Rady Ministrów Jakuckiej ASRR. Od maja 1951 do października 1965 I sekretarz Komitetu Obwodowego WKP(b)/KPZR w Jakucku. Od 14 października 1952 do 29 marca 1966 zastępca członka KC KPZR, od listopada 1965 do września 1969 doradca przewodniczącego Rady Ministrów Rosyjskiej FSRR ds. rejonów wschodnich. Deputowany do Rady Najwyższej ZSRR od 3 do 6 kadencji.

## Odznaczenia
- Order Lenina (dwukrotnie)
- Order Czerwonego Sztandaru Pracy (trzykrotnie)
- Order „Znak Honoru”